# Samara Ortiz
Samara Ortiz Cruz (født. 16. juli 1997 i Madrid, Spanien) er en spansk/aserbajdsjansk fodboldspiller, der spiller forsvar for Brøndby IF i den danske Elitedivisionen. 

## Karriere
Hun har tidligere spillet for de spanske klubber Rayo Vallecano, Club Deportivo Canillas, CD Tacón og senest storklubben Real Madrid.
Med Real Madrid, vandt hun og resten af holdet sølv, i den bedste spanske række Primera División i 2020-21-sæsonen og kvalificerede sig samtidig til UEFA Women's Champions League 2021-22.

### Brøndby IF
Hun skiftede i juli 2021, til den danske topklub Brøndby IF, efter to år i den spanske hovedstadsklub.
Sportschef i Brøndby IF's kvindeafdeling, Seref Aras, udtalte følgende om Ortiz' spillestil, i forbindelse med skiftet: "Samara er en teknisk dygtig spiller med stor arbejdsradius. Hun spiller primært højre back, men kan også spille i venstre side. Samara kommer til fra et stærkt træningsmiljø i Madrid, hvor hun er vant til at spille i højt tempo med masser af boldbesiddelse. Det passer rigtig godt til vores spillestil. Derudover er hun modig og tænker meget offensivt, ligesom Samara i vores samtaler har udvist stor lyst til at blive en del af Brøndby IF, og vi er sikre på, hun vil falde godt til hos os."

### Landshold
Hun repræsenterede Aserbajdsjans U/19-kvindefodboldlandshold, i kvalifikationen ved U/19-EM i fodbold for kvinder i 2015 og 2016. 

## Privatliv
Ortiz kommer fra en spansk-cubansk familie. Hendes tvillingsøster Malena Ortiz, er også en professionel fodboldspiller og spiller også pt. for Real Madrid. Begge har fået aserbajdsjansk statsborgerskab, efter anmodning fra den daværende aserbajdsjanske U/19-træner, Patricia González fra Madrid.